# Katedrala u Rigi
Katedrala u Rigi je sjedište nadbiskupa letonske Luteranske crkve. Kamen temeljac položen je 1211. godine. Arhitektura crkve obuhvaća elemente ranog gotičkog, baroknog i još nekih stilova. Ipak, glavna zgrada sa samostanom stvara harmoničnu cjelinu.
Crkva je nekad bila rimokatolička, a danas je luteranska.
Ovo je najveća crkvena zgrada u Latviji (zvonik je visok 90 m) i posjeduje veliku riznicu umjetničkih djela.

## Vanjske poveznice
- Službena stranica katedrale  Arhivirana inačica izvorne stranice od 4. lipnja 2007. (Wayback Machine) (let.)